# Villino Vivante
Il Villino Vivante si trova in via dei Gracchi 322 angolo via Alessandro Farnese nel rione Prati a Roma.

## Storia
Fu costruito secondo alcuni nel 1904, secondo altri nel 1907 da Carlo Pincherle per il professore Cesare Vivante. In seguito alla morte di quest'ultimo il palazzo è diventato sede dell'ambasciata della repubblica Ceca.

## Descrizione
L'edificio si compone di tre piani. Su ogni piano vi sono sette finestre mentre le pareti sono in bugnato liscio. A destra vi è un leggero avancorpo con una bifora abbellita da cornice e con due balconi ai piani superiori. Il portone di accesso è frapposto tra due lesene con motivi floreali e capitello corinzio e due colonnine interne ed una cornice floreale. Il cornicione del piano nobile è decorato con fregi dipinti con dei girali floreali e dei bassorilievi con dei festoni. Le finestre del primo e secondo piano sono frapposte tra due colonnine ciascuna con capitello corinzio.